# نيكو دي بري
نيكو دي بري (بالهولندية: Nico de Bree)‏ (16 سبتمبر 1944 في هولندا - 6 مايو 2016 بفيينا في النمسا) هو لاعب كرة قدم هولندي في مركز حراسة المرمى. لعب مع إن إي سي نيميخن وريسنغ وايت ديرنغ مولنبيك ونادي رويال أندرلخت ورابطة أوتريخت الرياضية إلينكويك ‏.

## وصلات خارجية
- نيكو دي بري على موقع الاتحاد الأوربي (الإنجليزية)
- نيكو دي بري على موقع قاعدة بيانات كرة القدم.إي يو (الإنجليزية)
- نيكو دي بري على موقع عالم كرة القدم.نت (الإنجليزية)